# Магазаник, Лев Гиршевич
Лев Ги́ршевич Магаза́ник (род. 1931) — советский и российский нейрофизиолог, доктор биологических наук, профессор, академик РАН (2016), лауреат премии имени Л. А. Орбели (2016).

## Биография
Родился 19 апреля 1931 года в Одессе в семье военного врача. В 1933 году семья переехала в Ленинград, где отцу предоставили новое место работы.
Окончил среднюю школу с серебряной медалью и без вступительных экзаменов был зачислен в 1-й Медицинский институт имени академика И. П. Павлова. По распределению после окончания медицинского института в 1955—1957 годах работал главным врачом туберкулезной больницы в поселке Куркийоки Карельской АССР.
В 1957 году перешёл на работу в Институт эволюционной физиологии и биохимии имени И. М. Сеченова, который с января 1956 года стал новым научным центром Ленинграда. В те времена его возглавлял выдающийся физиолог Л. А. Орбели, трудились классики физиологической науки А. Г. Гинецинский, Е. М. Крепс. Под руководством профессора М. Я. Михельсона начал работать в лаборатории фармакологии, в которой проводились сравнительно-фармакологические исследования по выяснению молекулярного строения и функции холинорецепторов и холинэстераз и их изменений в процессе эволюции.
В 1959 году защитил кандидатскую диссертацию, тема: «Механизм и экспериментальная терапия спазма бронхов, вызываемого некоторыми холинопозитивными веществами». В 1969 году становится заведующим лабораторией биофизики синаптических процессов, которую сам же и основал.
В 1970 году защитил докторскую диссертацию «Механизмы активации постсинаптической мышечной мембраны».
В 1996 году избран профессором кафедры физиологии медицинского факультета Санкт-Петербургского государственного университета.
30 мая 1997 года избран членом-корреспондентом РАН по Отделению физиологии (физиология человека и животных), 28 октября 2016 года избран академиком РАН.
С 24 апреля 2018 года — главный редактор «Российского физиологического журнала им. И. М. Сеченова». В настоящее время — главный научный сотрудник Института эволюционной физиологии и биохимии им. И. М. Сеченова.

## Научная деятельность
Ведущий специалист в области отечественной и зарубежной нейрофизиологии.
Исследовал молекулярные механизмы синаптической передачи, в частности постсинаптического действия медиаторов, функционирования ионных каналов и других, избирательного действия различных нейротоксинов на определенные типы рецепторов.
Пионер в создании новых инструментов изучения молекулярной организации каналов биологических мембран, а также открытии селективного действия ряда новых нейротоксинов на определенные типы синаптических рецепторов. Одним из первых синаптологов он приступил к выяснению тонких молекулярных механизмов пресинаптической модуляции экзоцитоза медиаторов с целью поиска путей фармакологического контроля над этим малоизученным процессом.
Проводил совместные исследования в научных лабораториях университетов Парижа (1990—1991), Женевы (1993), Ноттингема (1994—1995), Мюнхена (1998), результаты которых получили блестящие отзывы и явились огромным вкладом в мировую сокровищницу нейробиологии, служат фундаментальным вкладом в разработку новых лекарственных средств управления синаптическими процессами между нейронами у здоровых и больных.
Автор более 250 статей. Среди российских физиологов он является одним из наиболее часто цитируемых в мировой литературе.

## Общественная деятельность
Участие в научных организациях:
- сопредседатель оргкомитета Всероссийской конференции «Человек и его здоровье»
- заместитель председателя диссертационного совета Института эволюционной физиологии и биохимии имени И. М. Сеченова РАН[1]
- почетный член Британского физиологического общества
- член общества по нейронаукам США
- член общества имени Я. Пуркинье (Чехия)
- член правления Физиологического общества имени И. П. Павлова
- председатель проблемной комиссии физиологии нервной клетки научного совета РАН по физиологическим наукам
- член бюро научного совета по биологическим мембранам РАН

В 1979 году выступил редактором перевода книги С. Куффлера и Дж. Николса «От нейрона к мозгу».
В СПбГУ на медицинском факультете читает лекционный курс физиологии нервной и сенсорной систем для студентов второго курса лечебного факультета.
Под его руководством защищено 3 докторские и 13 кандидатских диссертаций.
Проекты его научных исследований на протяжении 1997—2007 годов поощряются «Грантами Президента Российской Федерации для поддержки молодых ученых и ведущих научных школ Российской Федерации».
В январе-феврале 2006 года в Москве на базе факультета фундаментальной медицины МГУ он участвовал в работе школы «Современный курс лекций по классической физиологии», в рамках которой прочитал лекцию «Строение и функции центральных и нервно-мышечных синапсов».
В феврале 2022 года подписал открытое письмо российских учёных и научных журналистов с осуждением вторжения России на Украину и призывом вывести российские войска с украинской территории.

## Награды
- Государственная премия СССР (с составе группы, за 1989 год) — за исследование механизмов блокирования хемоуправляемых ионных каналов в периферических синапсах
- Орден Дружбы (2002)
- Премия имени Л. А. Орбели (2016) — за цикл работ «Исследование эволюции молекулярных механизмов синаптической передачи»
- звание «Соросовский профессор» (1999—2003)
- Медаль «В память 300-летия Санкт-Петербурга» (2003)
- Почетный профессор Казанского медицинского университета (2001)